# Lista de episódios de Catfish Brasil
Esta é a lista de episódios de Catfish Brasil, série de televisão brasileira que estreou na MTV (Brasil) em 31 de agosto de 2016.
A série possui três temporada já finalizadas.

## Resumo
| Temporada | Temporada | Episódios | Exibição original      | Exibição original     |
| Temporada | Temporada | Episódios | Estreia da temporada   | Final da temporada    |
| --------- | --------- | --------- | ---------------------- | --------------------- |
|           | 1ª.       | 8         | 31 de agosto de 2016   | 19 de outubro de 2016 |
|           | 2ª.       | 4         | 20 de setembro de 2017 | 11 de outubro de 2017 |
|           | 3ª.       | 10        | 25 de julho de 2018    | 10 de outubro de 2018 |

## 1.ª temporada (2016)
| Episódio geral | Episódio | Título                | Exibição original      | Código de produção |
| --- | -------- | --------------------- | ---------------------- | ------------------ |
| 1 | 1        | "Lais & Arthur"       | 31 de agosto de 2016   | 101                |
| Laís se apaixonou por Arthur após o término do namoro entre ele e sua melhor amiga. O namoro já dura um ano, mesmo sem nunca terem feito uma chamada de vídeo. Catfish Brasil investiga o caso para saber de verdade quem é Arthur. |          |                       |                        |                    |
| 2 | 2        | "Jéssica & Gabriella" | 7 de setembro de 2016  | 102                |
| Jéssica e Gabriela se conheceram em uma sala de bate papo de um jogo virtual. Após quase dois anos de relação, Jéssica convoca Ciro e Ricardo para descobrir o motivo pelo qual Gabriela não aceita um encontro real entre as duas. |          |                       |                        |                    |
| 3 | 3        | "Leonardo & Mariana"  | 14 de setembro de 2016 | 103                |
| Leo tem como musa inspiradora a carioca Marina, porém o casal nunca se encontrou pessoalmente. Agora Leo recorre a Ciro e Ricardo para tirar a dúvida se Mariana realmente é quem diz ser.                                          |          |                       |                        |                    |
| 4 | 4        | "Milena & Higor"      | 21 de setembro de 2016 | 104                |
| A paixão entre Milena e Higor já dura três anos. Tímido, Higor utiliza imagens de outras pessoas como sua, deixando Milena desconfiada sobre a real identidade do seu grande amor.                                                  |          |                       |                        |                    |
| 5 | 5        | "Lucas & Bia"         | 28 de setembro de 2016 | 105                |
| Lucas e Ana Beatriz se conheceram por um aplicativo e desde então mantém um relacionamento totalmente virtual. Ciro e Ricardo tentarão descobrir os reais motivos de Ana para não se encontrar presencialmente com o namorado.      |          |                       |                        |                    |
| 6 | 6        | "Roberta & Ramon"     | 5 de outubro de 2016   | 106                |
| Roberta é uma carioca divertida que em meio às suas últimas férias em Gramado, deu match com um roqueiro do sul, nunca o encontrou. Agoniada, Roberta pede ajuda a Ciro e Ricardo para descobrir o que esta por trás disso.         |          |                       |                        |                    |
| 7 | 7        | "Gustavo & Bruno"     | 12 de outubro de 2016  | 107                |
| Gustavo e Bruno se apaixonaram após terem se encontrado em um app online, mas a falta de grana nunca permitiu que se encontrassem. Agora Gustavo receberá a ajuda do programa para descobrir se Bruno é de fato quem diz ser.       |          |                       |                        |                    |
| 8 | 8        | "Nathalia & Vinícius" | 19 de outubro de 2016  | 108                |
| Nathalia e Vinícius passam horas do dia trocando mensagens, mas Nathalia nunca ouviu a voz de Vinícius, pois ele sempre dá uma desculpa. Ela pede a ajuda de Ciro e Ricardo para desvendar quem está por trás de todo esse amor.    |          |                       |                        |                    |

## 2.ª temporada (2017)
| Episódio geral | Episódio | Título            | Exibição original      | Código de produção |
| --- | -------- | ----------------- | ---------------------- | ------------------ |
| 9 | 1        | "Brunna & Carlos" | 20 de setembro de 2017 | 201                |
| Brunna conheceu Carlos pelo Facebook em 2015. Eles logo se apaixonaram, mas nunca se viram. Para piorar, Carlos sumiu após os dois marcarem um encontro. Ciro e Ricardo vão atrás de Carlos para tentarem entender os motivos por trás de tanto mistério. |          |                   |                        |                    |
| 10 | 2        | "Giulia & Arthur" | 27 de setembro de 2017 | 202                |
| Giulia conheceu Arthur pelo whatsapp. Os dois moram na mesma cidade, mas Arthur sempre inventou desculpas para não encontrá-la. Ciro e Ricardo vão atrás de Arthur para descobrirem a verdade por trás dessa história.                                    |          |                   |                        |                    |
| 11 | 3        | "Thaís & Gustavo" | 4 de outubro de 2017   | 203                |
| Thaís é apaixonada por Gustavo. Ele tem participado dos momentos mais importantes da vida dela, mas o rapaz nunca mostrou seu rosto real. Ciro e Ricardo embarcam na investigação para descobrir quem de fato é Gustavo.                                  |          |                   |                        |                    |
| 12 | 4        | "Wesley & Lucas"  | 11 de outubro de 2017  | 204                |
| Wesley conheceu Lucas pelo Messenger. A relação virtual entre os dois é intensa, porém os dois nunca se viram ao vivo ou por vídeo. Ciro e Ricardo vão reuni-los e descobrir os motivos para Lucas sempre se esconder de Wesley.                          |          |                   |                        |                    |

## 3.ª temporada (2018)
| Episódio geral | Episódio | Título                 | Exibição original      | Código de produção |
| --- | -------- | ---------------------- | ---------------------- | ------------------ |
| 13 | 1        | "Diulia & Johnny"      | 25 de julho de 2018    | 301                |
| Nesse episódio de Catfish Brasil, Ricardo Gadelha e Ciro Sales ajudam Diulia a encontrar Johnny pessoalmente. Os dois têm um relacionamento através da internet, e Johnny sabe de tudo da vida de Diulia, enquanto ela tem poucas informações sobre ele. |          |                        |                        |                    |
| 14 | 2        | "Joice & Lúcio"        | 1 de agosto de 2018    | 302                |
| Joice e Lúcio se falavam muito, mas nunca se viram por vídeo. Eles combinaram um encontro, mas Lúcio nunca apareceu. Ciro e Ricardo investigam o sumiço do rapaz e Joice precisará ser forte para encarar algumas verdades que Lúcio omitiu dela. |          |                        |                        |                    |
| 15 | 3        | "Arthur & Maria Clara" | 8 de agosto de 2018    | 303                |
| Arthur conversava todos os dias com o amor de sua vida, Maria Clara. De repente, as redes sociais de Maria sumiram sem explicação. Arthur pede a ajuda de Ciro e Ricardo para descobrir o que está acontecendo com Maria Clara. |          |                        |                        |                    |
| 16 | 4        | "Fabiany & Léo"        | 15 de agosto de 2018   | 304                |
| Nesse episódio de Catfish Brasil, acompanhamos a história de Fabiany e Léo. Fabiany pede ajuda a Ciro Sales e Ricardo Gadelha para encontrar Léo, com quem ela tem uma relação há algum tempo. |          |                        |                        |                    |
| 17 | 5        | "Barbara & Ruan"       | 22 de agosto de 2018   | 305                |
| Neste epispódio de Catfish Brasil, acompanhamos a história de Bárbara e Ruan. Bárbara pede a ajuda de Ciro Sales e Ricardo Gadelha para encontrar seu namorado, que ainda não conhece pessoalmente. |          |                        |                        |                    |
| 18 | 6        | "Tamires & Vivian"     | 29 de agosto de 2018   | 306                |
| Tamires conheceu Vivian por um grupo no Whatsapp. Elas se identificaram rapidamente e começaram a trocar mensagens diariamente. Vivian sente segurança na relação com Vivian, mas está insatisfeita porque Vivian sempre nega conversar mostrando o rosto. Ciro e Ricardo precisam pesquisar a fundo para descobrir se Vivian foge da vídeo chamada por timidez, ou por algo mais. |          |                        |                        |                    |
| 19 | 7        | "William & Gustavo"    | 19 de setembro de 2018 | 307                |
| Neste epispódio de Catfish Brasil, acompanhamos a história de William e Gustavo. William pede a ajuda de Ciro Sales e Ricardo Gadelha para encontrar seu namorado, que ainda não conhece pessoalmente. |          |                        |                        |                    |
| 20 | 8        | "Camila & Marcelo"     | 26 de setembro de 2018 | 308                |
| Neste epispódio de Catfish Brasil, acompanhamos a história de Camila e Marcelo. Camila pede a ajuda de Ciro Sales e Ricardo Gadelha para encontrar seu namorado, que ainda não conhece pessoalmente. |          |                        |                        |                    |
| 21 | 9        | "Pablo & Daniel"       | 3 de outubro de 2018   | 309                |
| Neste epispódio de Catfish Brasil, acompanhamos a história de Pablo e Daniel. Pablo pede a ajuda de Ciro Sales e Ricardo Gadelha para encontrar seu namorado, que ainda não conhece pessoalmente |          |                        |                        |                    |
| 22 | 10       | "Rodrigo & Natalia"    | 10 de outubro de 2018  | 310                |
| Invertendo a lógica do Catfish, foi Natalia quem procurou por Rodrigo nas redes sociais depois de uma viagem a São Paulo. Entre idas e vindas, Rodrigo não consegue seguir sua vida sem descobrir o que há por trás de Natalia. |          |                        |                        |                    |